# 金鶏百花映画祭
中国金鶏百花映画祭は、1992年から始まった中国映画家協会が主催する中国最大の映画授賞式である。香港電影金像奨、台湾金馬賞と並び中国語文化圏の3大映画賞の1つ。

## 概要
芸術映画（金鶏奨）と大衆映画（百花奨）を合わせた映画祭である。
日本映画で受賞は
- 2008年:『おくりびと』が国際映画部門で作品賞、監督賞、男優賞
- 2010年:『孤高のメス』が国際映画部門で最優秀賞
- 2011年:『エクレール・お菓子放浪記』の吉井一肇が国際映画部門で最優秀男優賞
- 2013年:『おしん』が国際映画部門で最優秀作品賞
- 2013年:『ツレがうつになりまして。』が国際映画部門で最優秀作品賞（最受歓迎外国電影奨）
- 2017年:『カノン』が国際映画部門で最優秀作品賞、最優秀監督賞、最優秀女優賞

## 部門
- 最優秀作品賞
- 最優秀監督賞
- 最優秀主演男優賞
- 最優秀主演女優賞
- 最優秀助演男優賞
- 最優秀助演女優賞
- 最優秀新人賞

などの部門がある。

## 歴代作品賞
- 1992年（第1回）：
- 1993年（第2回）：
- 1994年（第3回）：
- 1995年（第4回）：
- 1996年（第5回）：
- 1997年（第6回）：
- 1998年（第7回）：
- 1999年（第8回）：
- 2000年（第9回）：
- 2001年（第10回）：『毛澤東在1925』
- 2002年（第11回）：『美麗的大腳』『冲出亚马逊』
- 2003年（第12回）：『惊涛骇浪』『故郷の香り』
- 2004年（第13回）：『美麗上海』
- 2005年（第14回）：『太行山上』『ココシリ』
- 2006年（第15回）：『張思德』
- 2007年（第16回）：『雲水謡』
- 2008年（第17回）：『戦場のレクイエム』
- 2009年（第18回）：『戦場のレクイエム』『花の生涯〜梅蘭芳〜』
- 2010年（第19回）：『建国大業』
- 2011年（第20回）：『飛天』
- 2012年（第21回）：『唐山大地震』
- 2013年（第22回）：『アメリカン・ドリーム・イン・チャイナ』『周恩来的四个昼夜』
- 2014年（第23回）：『グランド・マスター』
- 2015年（第24回）：『神なるオオカミ』
- 2016年（第25回）：『烈日灼心』
- 2017年（第26回）：『オペレーション・メコン』
- 2018年（第27回）：『オペレーション:レッド・シー』
- 2019年（第28回）：『流転の地球』
- 2020年（第29回）：『愛しの母国』
- 2021年（第30回）：『守島人』
- 2022年（第31回）：『1950 鋼の第7中隊』
- 2023年（第32回）：『封神・妖姫とキングダムの動乱』

## 受賞作品（主要部門）

### 第17回（2008年）
- 最優秀作品賞：『戦場のレクイエム』
- 最優秀監督賞：馮小剛（フォン・シャオガン）『戦場のレクイエム』
- 最優秀主演男優賞：張涵予（チャン・ハンユー）『戦場のレクイエム』
- 最優秀主演女優賞：李氷氷（リー・ビンビン）『雲水謡』
- 最優秀助演男優賞：鄧超（ドン・チャオ）『戦場のレクイエム』
- 最優秀助演女優賞：帰亜蕾（グィ・アーレイ）『雲水謡』